# Ptychostomum rutilans
Ptychostomum rutilans là một loài Rêu trong họ Bryaceae. Loài này được (Brid.) J.R. Spence mô tả khoa học đầu tiên năm 2005.